# Каламбур

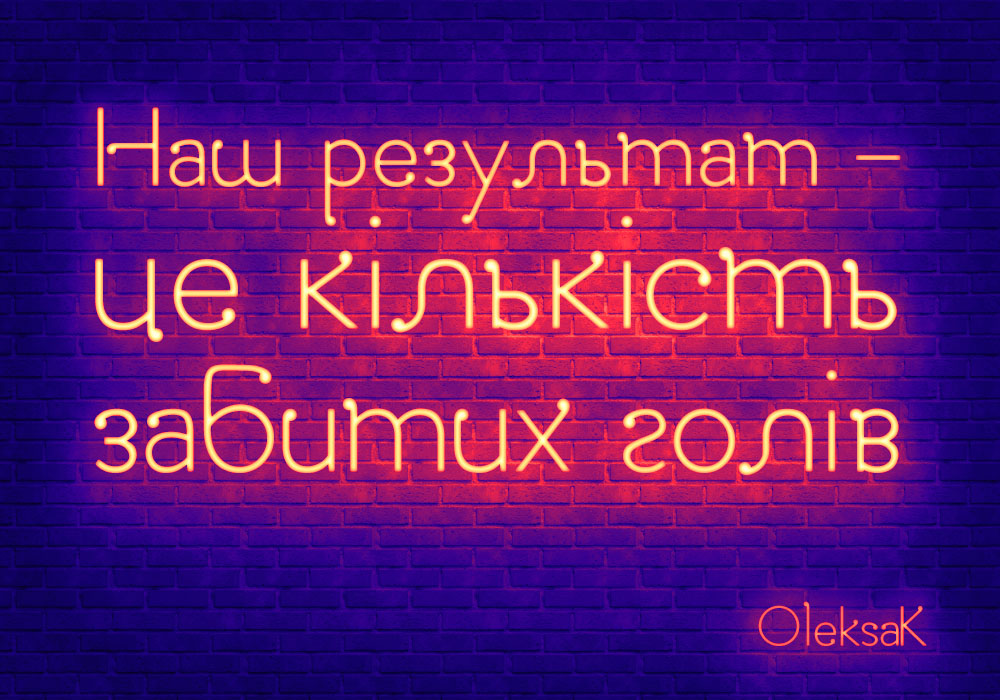
Каламбур, тут: ефект спричинено ситуативною омонімією словосполучень «забиті голи» та «забиті голови».

Каламбу́р (фр. calembour, неясного походження) — стилістичний прийом, який будується на використанні омонімії або паронімії, будь-які форми полісемантичності; часто вживається в комічному та сатиричному контекстах.
Наприклад, «Прийомний син барона був баран» (Ліна Костенко).
Каламбур добре відомий як у фольклорі («Коли коли, а коли й обтісуй»), так і в літературі, що живиться його джерелами, особливо поширювався в добу бароко (приміром, «Про те ж» Лазаря Барановича або деякі «Епіграми із Джона Овена» Івана Величковського).
Походження цього слова пов'язують з іменем вестфальського барона Каленберга, який прославився при дворі короля Людовика XI постійними двозначними дотепами. Проте творення його жартів пов'язане було не з гострослів'ям, а з незнанням французької вимови. Барон просто перекручував слова, тому сміялися не з його жартів, а з безграмотного мовлення. Покаранням баронові стало нівечення його прізвища сучасниками, які, замість Каленберг, почали казати Каламбур. Так і виникло слово каламбур, яким ми послуговуємось нині. Пізніше при дворі Людовика XV майстром каламбурів визнали комедіографа Жоржа де Бьєвра.
Також арабське «калем бур» (араб. كلام بور) — плутана або образлива мова.

## Приклади каламбурів
Незрідка за принципом каламбуру будується рима, де враховується жартівлива етимологізація слів:
З коси бузько летів на балку
(Косар косу там брав на брус),
І сів бузько в дворі на балку,
На довгий дерев'яний брус (Д. Білоус).
Мама милом Милу мила
Мила мила не любила,
І тому щоранку Мила
Гірко плакала від мила
Прикладом  каламбуру може служити жарт Володимира Денисенка, де використана рекордна кількість однакових, однокореневих та близьких за звучанням слів різних значень:
Став
День омріяний настав —
Вудку взяв, прийшов на став,
Та рибалити не став:
Там болото, а не став.
У лісок зайшов за став,
Прикордонника застав,
Що приплентавсь від застав.
Крикнув він:”Себе застав
(Відмовлять — нема підстав)
І мені плече підстав,
Як слабому, що не встав,
А з поміччю враз постав.
Вудку до верби постав,
Обери міцну з постав,
Під мій бік свій торс устав.
Як мій знехтуєш “устав”,
Кину я тебе у став...”
Я скипів: “Чого пристав?!
Ти до приставів пристав?
Чисто клей прилип, пристав!
До дерев себе пристав
Та гіллям кругом обстав
Чи йди геть! Лісок остав.
Досить вже твоїх вистав,
Поки хтось не освистав.
Ти мене уже дістав,
Бо молоть не перестав.
Маячню свою відстав —
Ти ж од військ своїх відстав
І до них себе достав...”
Після тих подій я став
Обминать гнітючий став.